# World Cup (Snooker)
Der Snooker World Cup (auch World Team Classic und Nations Cup genannt) war ein Teamwettbewerb im Snooker, der Bestandteil der Profitour war. Ab 1979 fand er in unregelmäßigen Abständen und in unterschiedlichen Formaten mit zwei bis vier Spielern pro Mannschaft statt. 2019 wurde der World Cup letztmals ausgetragen und 2022 durch die World Mixed Doubles abgelöst.

## Geschichte
Etabliert wurde das Turnier 1979, es fand zunächst in Birmingham mit 6 Teams bestehend aus (3 Spieler) statt. Teil nahmen die Länder: England, Wales, Nordirland, Canada, Australien und das Team (Rest der Welt). Den ersten World Cup gewann das Team aus Wales. Dann zog das Turnier für ein Jahr ins New London Theatre um. Das Nordirland Team nahm als Kombiniertes Team (Nordirland & Irland) teil. Der Rest des Teilnehmerfelds von 1979 blieb unverändert. Dann wurde von 1981 bis 1983 unter dem Namen World Team Classic in Reading das Turnier weiter veranstaltet. 1981 und 1982 nahmen 7 Teams, (Schottland, so wie Irland und Nordirland als eigenständige Teams) teil und das Team Rest der Welt blieb dem Turnier fern. 1983 reduzierte sich die Zahl auf 6 Teams und Irland blieb dem Turnier fern. 
Für die nächsten sechs Auflagen war dann Bournemouth Austragungsort. Das Turnier wechselte in der Saison 1984/85, von Oktober in den März, da der Grand Prix (Snooker) den Platz einnahm, weswegen 1984 es keine Veranstaltung gab. Das Teilnehmerfeld erhöhte sich auf 8 Teams. Das Turnier fand im K.-o.-System ab dem Viertelfinale statt. Wiederkehrende Teams waren: das kombinierte Team Nordirland & Irland und das Team Rest der Welt. England stellte zum ersten Mal zwei Teams. 1986 und 1987 stellte das Team Nordirland & Irland zwei Teams. Von 1988 bis 1990 nahmen Nordirland und Irland wieder als eigenständige Teams teil. Nach der Saison 1989/90 verschwand das Turnier für einige Jahre aus dem Kalender.
1996/97 kam es zu einer Neuauflage in Thailand. Das Turnier wechselte von März zurück in den Oktober. Es fand erstmals mit 20 Teams (3 Spieler) statt. Das Turnier war ein voller Erfolg. Doch die Veranstaltung war sehr kostspielig, so dass sie für die Saison 1997/98 abgesagt werden musste.
Der Sender ITV stieg in die Berichterstattung und schloss einen Dreijahresvertrag mit der WPBSA. Die WPBSA veranstaltete das Turnier drei Jahre unter dem neuen Namen Nations Cup in England. Der Nations Cup war der zweite Teamwettbewerb nach dem Snooker World Cup. In den ersten beiden Jahren nahmen 5 Teams, die aus vier Spielern bestanden, teil. 2001 nahmen 8 Teams teil. Die Teams bestanden wieder aus 3 Spieler. Hinzu kamen die Teams: China, Thailand und Malta. Malta hatte ein Play-off Match gegen Belgien bestritten und 4:3 gewonnen. Sieger des Turniers wurde Schottland mit 6:2 über Irland. Es war die letzte Austragung unter diesem Namen. Die WPBSA plante das Turnier unter dem Namen World Cup 2002 zu veranstalten, doch ITV stellte die Berichterstattung ein.
Nach einer Pause von fünfzehn Jahren wurde das Turnier 2011/12 als PTT-EGAT Snooker World Cup wieder in die Main Tour integriert.
Im März 2015 gab die WPBSA bekannt, dass China Gastgeber des Snooker World Cup wird. Die WPBSA gab zudem bekannt, das Turnier alle zwei Jahre zu veranstalten.
Im Mai 2019, vor der Ausgabe des World Cup 2019, gab Barry Hearn bekannt, dass der World Cup einen Zehnjahresvertrag erhält, und das Turnier alle zwei Jahre bis 2029 in Wuxi veranstaltet wird. Doch bereits 2021 war der Vertrag obsolet, die wegen der im Vorjahr aufgetretenen COVID-19-Pandemie in China geltenden Einreisebeschränkungen machten eine Durchführung unmöglich. Trotz Aufhebung der Restriktionen und Wiederaufnahme anderer chinesischer Turniere kehrte der World Cup auch 2023 nicht zurück. Stattdessen wurden die 2022 in England erstmals ausgetragene World Mixed Doubles als gemischter Teamwettbewerb (Zweierteams mit einem Mann und einer Frau) in der Profitour etabliert.
Im Jahr 2000 erzielte der Schotte John Higgins in der Partie gegen Dennis Taylor das einzige Maximum Break der Turniergeschichte.

## Sieger
| Jahr                | Austragungsort                       | Sieger                                                         | Ergebnis            | Finalist                                                        | Hauptsponsor        | Saison              |
| World Challenge Cup | World Challenge Cup                  | World Challenge Cup                                            | World Challenge Cup | World Challenge Cup                                             | World Challenge Cup | World Challenge Cup |
| ------------------- | ------------------------------------ | -------------------------------------------------------------- | ------------------- | --------------------------------------------------------------- | ------------------- | ------------------- |
| 1979                | Birmingham Haden Hill Leisure Centre | Wales Terry Griffiths Doug Mountjoy Ray Reardon                | 14:3                | England Fred Davis Graham Miles John Spencer                    | State Express       | 1979/80             |
| 1980                | London New London Theatre            | Wales Terry Griffiths Doug Mountjoy Ray Reardon                | 8:5                 | Kanada Kirk Stevens Cliff Thorburn Bill Werbeniuk               | State Express       | 1980/81             |
| World Team Classic  |                                      |                                                                |                     |                                                                 |                     |                     |
| 1981                | Reading The Hexagon                  | England Steve Davis John Spencer David Taylor                  | 4:3                 | Wales Terry Griffiths Doug Mountjoy Ray Reardon                 | State Express       | 1981/82             |
| 1982                | Reading The Hexagon                  | Kanada Kirk Stevens Cliff Thorburn Bill Werbeniuk              | 4:2                 | England Steve Davis Tony Knowles Jimmy White                    | State Express       | 1982/83             |
| 1983                | Reading The Hexagon                  | England Steve Davis Tony Knowles Tony Meo                      | 4:2                 | Wales Terry Griffiths Doug Mountjoy Ray Reardon                 | State Express       | 1983/84             |
| World Cup           |                                      |                                                                |                     |                                                                 |                     |                     |
| 1985                | Bournemouth International Centre     | Irland & Nordirland Alex Higgins Eugene Hughes Dennis Taylor   | 9:7                 | England A Steve Davis Tony Knowles Tony Meo                     | Guinness            | 1984/85             |
| 1986                | Bournemouth International Centre     | Irland & Nordirland A Alex Higgins Eugene Hughes Dennis Taylor | 9:7                 | Kanada Kirk Stevens Cliff Thorburn Bill Werbeniuk               | Car Care Plan       | 1985/86             |
| 1987                | Bournemouth International Centre     | Irland & Nordirland A Alex Higgins Eugene Hughes Dennis Taylor | 9:2                 | Kanada Kirk Stevens Cliff Thorburn Bill Werbeniuk               | Tuborg              | 1986/87             |
| 1988                | Bournemouth International Centre     | England Steve Davis Jimmy White Neal Foulds                    | 9:7                 | Australien Eddie Charlton Warren King John Campbell             | Fersina Windows     | 1987/88             |
| 1989                | Bournemouth International Centre     | England Steve Davis Jimmy White Neal Foulds                    | 9:8                 | „Rest der Welt“ Tony Drago Dene O’Kane Silvino Francisco        | Fersina Windows     | 1988/89             |
| 1990                | Bournemouth International Centre     | Kanada Cliff Thorburn Bob Chaperon Alain Robidoux              | 9:5                 | Nordirland Dennis Taylor Alex Higgins Tommy Murphy              | British Car Rental  | 1989/90             |
| 1996                | Bangkok Amari Watergate Hotel        | Schottland Stephen Hendry John Higgins Alan McManus            | 10:7                | Irland Ken Doherty Fergal O’Brien Stephen Murphy                | Castrol-Honda       | 1996/97             |
| Nations Cup         |                                      |                                                                |                     |                                                                 |                     |                     |
| 1999                | Newcastle Telewest Arena             | Wales Matthew Stevens Mark Williams Dominic Dale Darren Morgan | 6:4                 | Schottland Stephen Hendry John Higgins Alan McManus Chris Small | –                   | 1998/99             |
| 2000                | Reading The Hexagon                  | England Ronnie O’Sullivan Jimmy White John Parrott Stephen Lee | 6:4                 | Wales Matthew Stevens Mark Williams Dominic Dale Darren Morgan  | –                   | 1999/00             |
| 2001                | Reading The Hexagon                  | Schottland Stephen Hendry John Higgins Alan McManus            | 6:2                 | Irland Ken Doherty Fergal O’Brien Michael Judge                 | Coalite             | 2000/01             |
| World Cup           |                                      |                                                                |                     |                                                                 |                     |                     |
| 2011                | Bangkok Bangkok Convention Centre    | Volksrepublik China Ding Junhui Liang Wenbo                    | 4:2                 | Nordirland Mark Allen Gerard Greene                             | PTT-EGAT            | 2011/12             |
| 2015                | Wuxi Wuxi Sportspark Stadium         | Volksrepublik China B Zhou Yuelong Yan Bingtao                 | 4:1                 | Schottland John Higgins Stephen Maguire                         | Nongfu Spring       | 2015/16             |
| 2017                | Wuxi Wuxi Sportspark Stadium         | Volksrepublik China A Ding Junhui Liang Wenbo                  | 4:3                 | England Judd Trump Barry Hawkins                                | Little Swan         | 2017/18             |
| 2019                | Wuxi Wuxi Sportspark Stadium         | Schottland John Higgins Stephen Maguire                        | 4:0                 | Volksrepublik China B Zhou Yuelong Liang Wenbo                  | Beverly             | 2019/20             |